# Józef Chełkowski (działacz społeczny)
Józef Kembłan Chełkowski (ur. 3 sierpnia 1868 w Starymgrodzie, zm. 10 maja 1954 w Batowicach) – właściciel ziemski, działacz społeczny i polityczny, mąż Marii Chełkowskiej, dziadek Augusta Chełkowskiego (marszałka senatu RP w latach 1991–1993).

## Życiorys

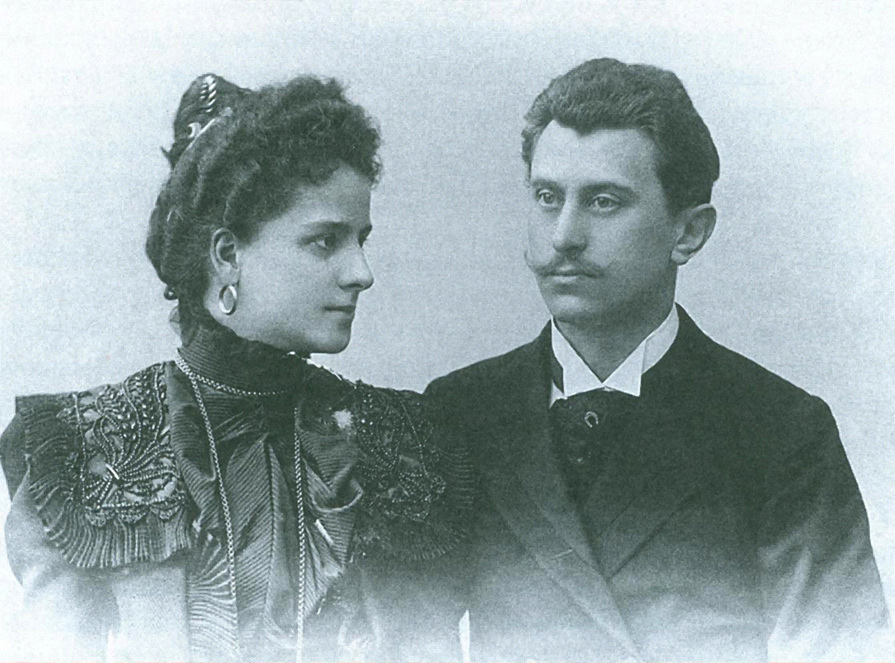
Maria i Józef Chełkowscy – fotografia narzeczeńska

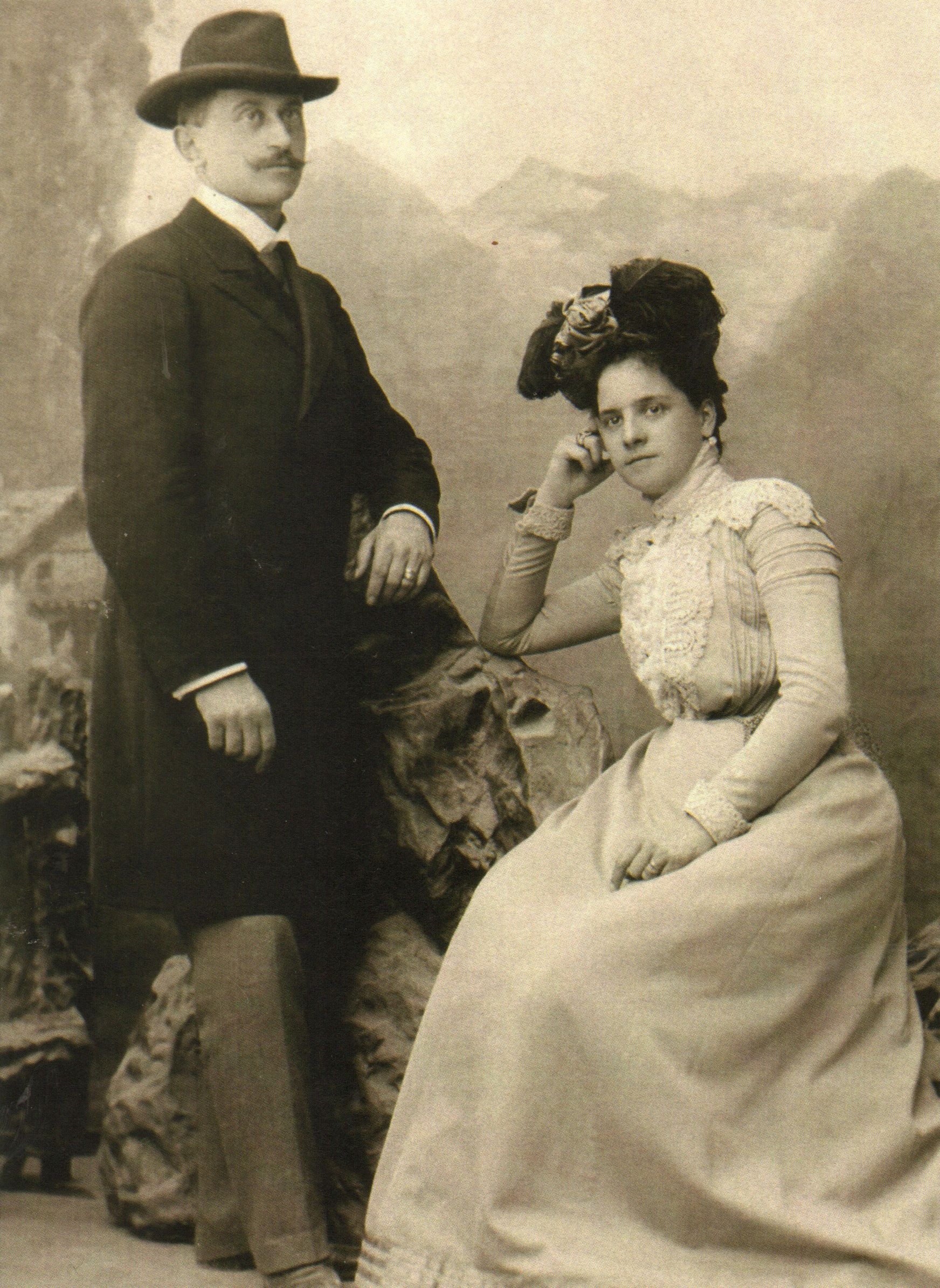
Józef i Maria Chełkowscy – zdjęcie wykonane prawdopodobnie podczas podróży poślubnej

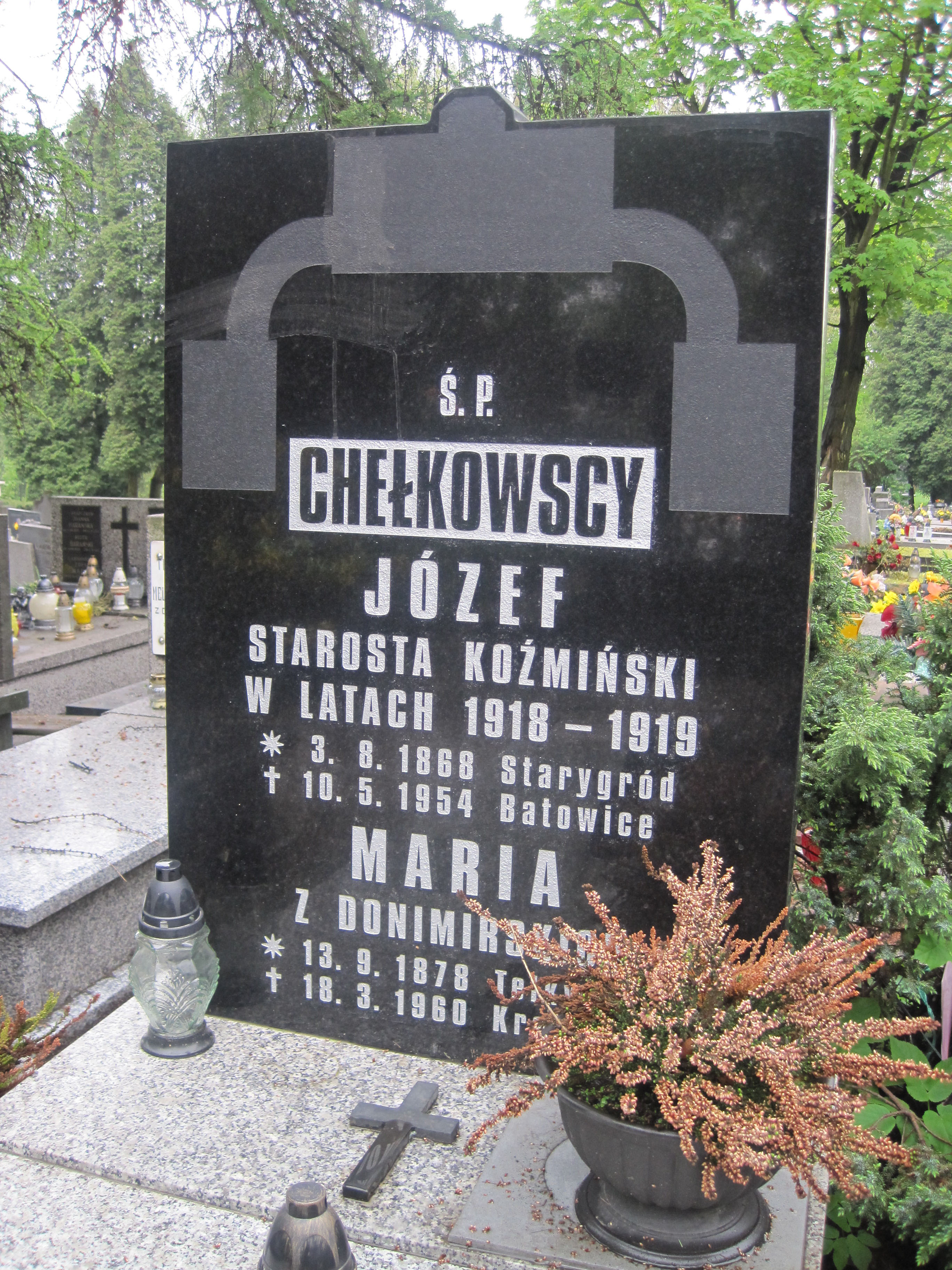
Nagrobek Józefa i Marii Chełkowskich na Cmentarzu Salwatorskim w Krakowie. W górnej części tablicy nagrobnej widoczny obrys pałacu w Śmiełowie

### Młodość i pierwsze lata działalności publicznej
Józef Chełkowski urodził się jako syn Franciszka Chełkowskiego (1839–1893) i Felicji z Wężyków Chełkowskiej (1845–1932). Ukończył wyższe studia rolnicze w Halle i w Berlinie. 18 października 1898 roku poślubił w Toruniu Marię Donimirską – nowożeńcy zamieszkali w pałacu w Śmiełowie, który odtąd stał się ośrodkiem kultu Adama Mickiewicza (wieszcz zatrzymał się tam na kilka tygodni latem 1831 roku) promieniującym na całą prowincję wielkopolską.
Józef Chełkowski był członkiem sejmiku powiatowego w Krotoszynie (w latach 1900-1918), patronem kółek rolniczych. Na wniosek Powiatowej Rady Ludowej, objął w dniu 9 stycznia 1919 r. urząd pierwszego starosty powiatu koźmińskiego. Do jego zadań należało m.in. powoływanie polskich władz powiatowych i gminnych. Działał także na polu zaopatrzenia powstańców wielkopolskich w broń, konie i żywność; dbał o zapewnienie powstańcom pomocy medycznej.
W Koźminie odsłonił współufundowany przez siebie pomnik ku czci Powstańców Wielkopolskich. W 1926 roku sfinansował remont generalny kościoła w swojej rodzinnej miejscowości – Starymgrodzie. Wraz z matką Felicją opiekował się weteranem powstania styczniowego – Sewerynem Goszczyńskim. Zasiadał w Radzie Nadzorczej Cukrowni Witaszyce. W Śmiełowie rozwijał hodowlę tzw. koni remontowych, dostarczanych głównie wojsku i do stadnin państwowych.

### W Śmiełowie
Maria i Józef Chełkowscy zasłynęli w Wielkopolsce jako wzorowi gospodarze majątku wiejskiego i krzewiciele tradycji patriotycznych. Na przełomie XIX i XX wieku, w dobie nasilonej akcji germanizacyjnej w zaborze pruskim, małżonkowie zainicjowali w Śmiełowie ideę „domu otwartego”, mającą stanowić legalną przeciwwagę dla antypolskich działań władz pruskich. Przejawiała się ona głównie w ożywionej działalności propagującej związki Śmiełowa z osobą Adama Mickiewicza – jej rezultatem była m.in. wizyta w Śmiełowie Henryka Sienkiewicza (wrzesień 1899), Edmunda Dalbora (grudzień 1908), Marcina Rożka (lipiec 1914), a także stworzenie w pałacu pierwszych zalążków późniejszego muzeum poety (formalne otwarcie muzeum miało miejsce już po śmierci Chełkowskich – w roku 1975).
Działalność ta była kontynuowana i rozwijana także po odzyskaniu przez Polskę niepodległości. Dzięki energicznym zabiegom gospodarzy, podupadający w drugiej połowie XIX wieku majątek śmiełowski przeżywał po roku 1918 szczytowy okres rozwoju, zwłaszcza na niwie gospodarczej i kulturalnej. Na zaproszenie Chełkowskich do Śmiełowa zawitało szereg znamienitych postaci ze świata polskiej kultury, sztuki, nauki, duchowieństwa i polityki: Ignacy Jan Paderewski, Wojciech Kossak, gen. Józef Haller, Władysław Tatarkiewicz, Ludomir Różycki, Raul Koczalski (pod wrażeniem pobytu w Śmiełowie skomponował suitę Śmiełów), Maria Gorecka (córka Mickiewicza), Adolf Nowaczyński i wielu innych. Organizowano w Śmiełowie liczne spotkania towarzyskie, imprezy kulturalne (recytacje poezji, teatrzyk, koncerty), sportowe (biegi myśliwskie), przyjmowano wycieczki harcerskie, chóry i grupy parafialne itp.
Staraniem Chełkowskich postawiono w roku 1931 w parku śmiełowskim pomnik Adama Mickiewicza – dla upamiętnienia pobytu poety w Śmiełowie sto lat wcześniej. Autorem monumentu był wielkopolski rzeźbiarz, Władysław Marcinkowski. Pomnik stanął w pobliżu miejsca, gdzie – według tradycji – Mickiewicz posadził wyrwany przez wichurę młody dąbek (we wrześniu 1831 roku). Na uroczystość odsłonięcia pomnika, w dniu 18 października 1931 roku, przybyło do Śmiełowa ok. 3000 gości, w tym m.in. wojewoda poznański Roger Raczyński oraz prawnuczka Mickiewicza – Genowefa Hryniewiecka. Pomnik został wysadzony w powietrze przez Niemców w roku 1940; jego pozostałości leżą do dziś wokół nowego (z roku 1970) pomnika, projektu Jerzego Sobocińskiego.
W latach 30., w obliczu nasilającego się kryzysu gospodarczego, Chełkowscy urządzili w pałacu śmiełowskim pensjonat, tzw. „letnisko”, w celu poprawy sytuacji finansowej gospodarstwa. Dzięki staraniom małżonków, pensjonat zaczął cieszyć się rosnącym powodzeniem, a na wczasy do Śmiełowa przyjeżdżała – zachęcana atmosferą kultu Adama Mickiewicza oraz walorami krajobrazowymi – coraz liczniejsza grupa turystów z odleglejszych regionów Polski, a nawet z zagranicy. „Tenis, radio, słońcowania, kąpiele, spacery, przejażdżki, rybołówstwo, las, grzybobrania, bridż, dancing” – tak skrótowo opisał wczasy śmiełowskie ich uczestnik, pisarz Adolf Nowaczyński.

### Lata wojny i PRL
W październiku 1939 roku pałac śmiełowski zajęli Niemcy, a prawowitych gospodarzy – rodzinę Chełkowskich – umieszczono w obozie dla internowanych w Dobrzycy, a następnie w Cerekwicy i Opocznie. Po zwolnieniu z obozu Chełkowscy zamieszkali w Brzózie, potem w Ciuślicach. Po wojnie małżonkowie wyjechali do Telkwic na Pomorzu (tj. do miejsca urodzenia Marii Chełkowskiej), jednak skrajnie trudne warunki bytowe zmusiły Chełkowskich do przeprowadzki do Krakowa (1952 r.).
Jako małżeństwo, Józef i Maria Chełkowscy przeżyli 56 lat.
Józef zmarł 10 maja 1954 roku. Został pochowany na Cmentarzu Salwatorskim w Krakowie (sektor SC9-1-2). 6 lat później spoczęło obok niego ciało małżonki – Marii Chełkowskiej.

## Dzieci śmiełowskie

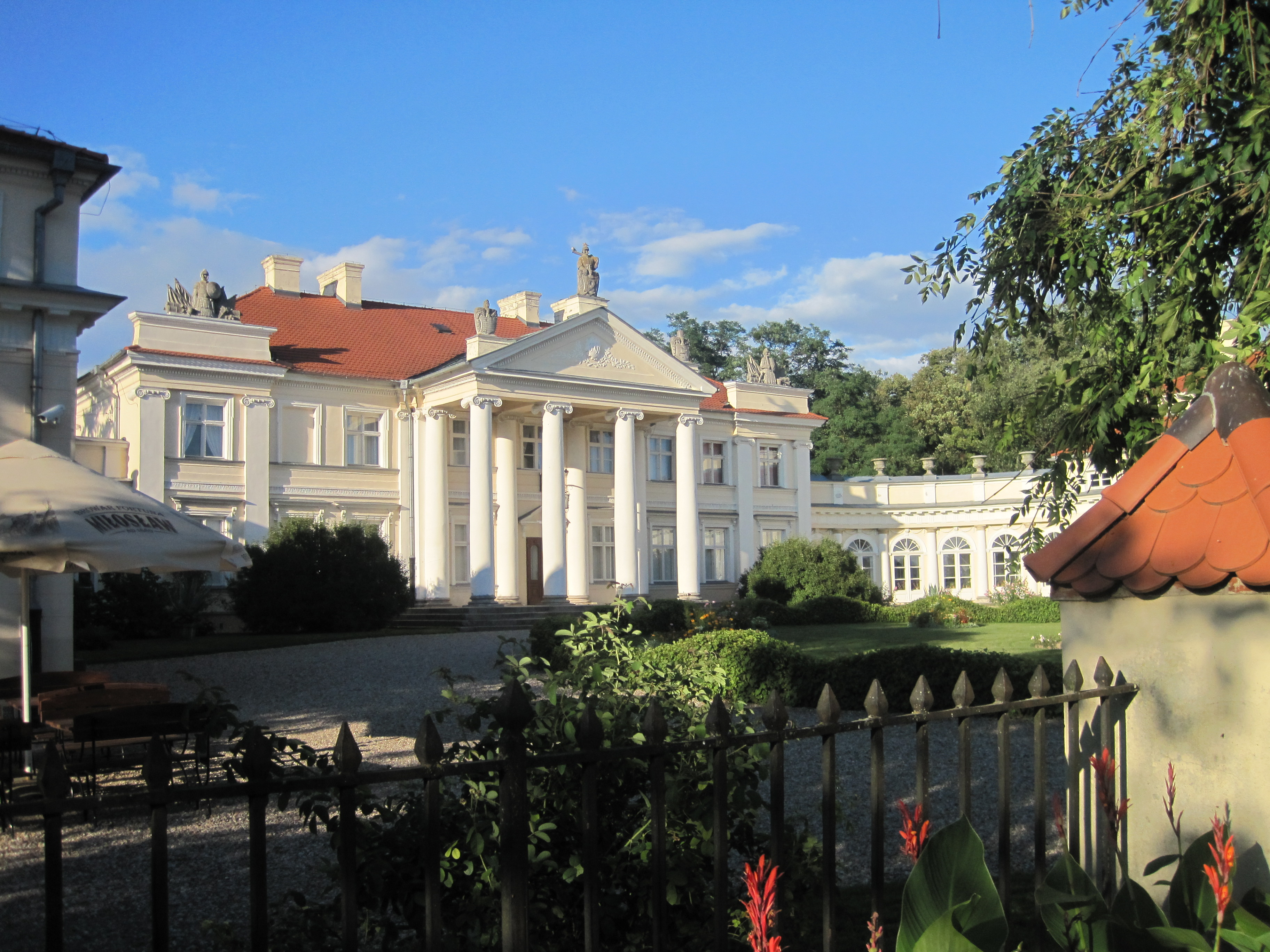
Pałac w Śmiełowie, w którym w latach 1898–1939 mieszkali Maria i Józef Chełkowscy. Obecnie siedziba Muzeum Adama Mickiewicza

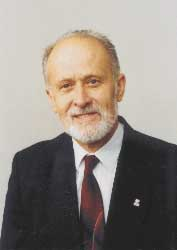
August Chełkowski, marszałek Senatu RP w latach 1991–1993; wnuk Marii i Józefa Chełkowskich

Maria i Józef Chełkowscy doczekali się czternaściorga dzieci, zwanych w rodzie Chełkowskich dziećmi śmiełowskimi, 38 wnucząt i 185 prawnucząt. Poniższa lista dzieci śmiełowskich została sporządzona w oparciu o informacje zawarte w książce Ewy Kostołowskiej Miniatury śmiełowskie (Jarocin 2009) oraz na podstawie scenariusza do wystawy Mały kawałek wielkiej historii (zorganizowanej z okazji 150. rocznicy wybuchu powstania styczniowego), autorstwa Izabeli Chełkowskiej-Wolczyńskiej.
| Lp. | Zdjęcie | Imię i nazwisko, lata życia             | Nota biograficzna |
| --- | ------- | --------------------------------------- | --- |
| 1.  |         | Franciszek Chełkowski (1899–1939)       | Najstarsze dziecko Marii i Józefa Chełkowskich; na jego cześć Henryk Sienkiewicz wzniósł w Śmiełowie toast: „Wznoszę ten kieliszek – niech żyje pan Franciszek!” (w roku 1899). Powstaniec wielkopolski, ojciec Augusta Chełkowskiego, marszałka Senatu RP w latach 1991–1993. W 1920 roku wspierał matkę Marię Chełkowską w jej działalności na rzecz przyłączenia Warmii i Powiśla do Polski. Była to praca organizacyjno-propagandowa w komisji plebiscytowej. Od roku 1927 działał w Związku Polaków w Niemczech jako członek Rady Naczelnej. Od 1928 roku kandydował z ramienia Polskiej Partii Ludowej do sejmu pruskiego. Był autorem ponad 30 prac naukowych z dziedziny hodowli, łąkarstwa i aklimatyzacji roślin; publikował artykuły w czasopismach fachowych, a także prowadził pogadanki dla rolników w rozgłośni Polskiego Radia, szerząc wiedzę zawodową. Od 1935 roku pracował jako asystent Zakładu Uprawy Roślin Uniwersytetu Poznańskiego i w zarządzie gospodarstwa Uniwersytetu Poznańskiego na Golęcinie i Żabikowie. Zginął 5 września 1939 roku w nurtach Warty, podczas ewakuacji koni z majątku uniwersyteckiego. Pozostawił żonę Emilię z Mieczkowskich Chełkowską (ślub w roku 1923) oraz dziesięcioro dzieci. |
| 2.  |         | Jan Chełkowski (1900–1903)              | Zmarł w dzieciństwie. |
| 3.  |         | Szczęsny Chełkowski (1901–1977)         | Powstaniec wielkopolski; wraz ze starszym bratem Franciszkiem wspomagał Marię Chełkowską w jej działalności na rzecz przyłączenia Warmii i Powiśla do Polski. Został odznaczony Wielkopolskim Krzyżem Powstańczym i Krzyżem Kawalerskim Orderu Odrodzenia Polski. W 1924 roku poślubił Krystynę Urbanowską. Miał sześcioro dzieci. Szczęsny i Krystyna Chełkowscy pochowani są w Starymgrodzie. |
| 4.  |         | Bogumiła Ślaska (1903–1937)             | W roku 1924 poślubiła Władysława Ślaskiego z Ciuślic k. Proszowic; zmarła przedwcześnie. Miała troje dzieci. |
| 5.  |         | Wanda Heydel (1904–1959)                | Absolwentka École de service social w Brukseli. W uznaniu za działalność społeczną na niwie kościelnej otrzymała odznaczenie papieskie Pro Ecclesia et Pontifice. 23 kwietnia 1930 roku poślubiła w Śmiełowie barona Wojciecha Heydla (zginął 14 marca 1940 roku w Auschwitz), brata Adama Zdzisława Heydla. Pochowana jest na Cmentarzu Salwatorskim w Krakowie. Ceremonii pogrzebowej przewodniczył bp Karol Wojtyła. Jej dzieci (Zdzisław, Teresa i Andrzej) należały do grupy młodzieży, która towarzyszyła przyszłemu papieżowi w jego wędrówkach po górach i spływach kajakowych. Karol Wojtyła udzielał im ślubów i chrzcił ich dzieci. |
| 6.  |         | Zofia Baranowska (1906–1939)            | Ukończyła École de service social w Brukseli. W 1928 roku wyszła za mąż za Zdzisława Baranowskiego, ziemianina z Mikuszewa k. Miłosławia, rotmistrza 7 Pułku Strzelców Konnych Wielkopolskich. Zginęła w czasie bombardowania Warszawy we wrześniu 1939 roku. Miała córkę Zofię (Zulę). |
| 7.  |         | Wojciech Chełkowski (1908–1983)         | Inżynier elektryk, magister ekonomii, żołnierz; walczył w II wojnie światowej, był wielokrotnie ranny lub kontuzjowany. W 1940 roku wstąpił w szeregi 10 Brygady Kawalerii Zmotoryzowanej generała Maczka we Francji. Odznaczony złotym i srebrnym Krzyżem Virtuti Militari i dwukrotnie Krzyżem Walecznych. Po wojnie wrócił do kraju. W 1947 roku został aresztowany przez władze komunistyczne i osadzony w więzieniu we Wronkach. Po 1956 roku zwolniony i następnie rehabilitowany. Autor powieści „Zakopany sztandar”. W 1930 roku poślubił Jadwigę Krause, absolwentkę Szkoły Gospodarczej w Snopkowie pod Lwowem. Mieli trzech synów. |
| 8.  |         | Marian Krzysztof Chełkowski (1909–1995) | Właściciel otrzymanego od ojca majątku Starygród. Porucznik rezerwy artylerii przeciwlotniczej, brał udział w walkach obronnych w Warszawie w 1939 roku. Wzięty do niewoli niemieckiej pod Warszawą, całą wojnę spędził w oflagu w Woldenbergu. Ożeniony z Marią Yunga (21 stycznia 1936); miał z nią syna Antoniego, urodzonego w 1940 roku. Drugą żoną Mariana Krzysztofa była Zofia Bielecka (ślub 20 czerwca 1958 roku). Zmarł 26 listopada 1995 roku; pochowany na Cmentarzu Salwatorskim w Krakowie. |
| 9.  |         | Stanisław Chełkowski (1910–1920)        | Zmarł w dzieciństwie. |
| 10. |         | Michał Chełkowski (1912–2004)           | Jako dziecko witał uroczyście Ignacego Paderewskiego w Śmiełowie (1924), wręczył mu kopię albumu „Dwory Polskie w Wielkim Księstwie Poznańskiem” Leonarda Durczykiewicza; wychowanek ks. Czesława Piotrowskiego. Pomimo problemów zdrowotnych, wziął udział w wojnie obronnej 1939 roku. Od 1942 roku żołnierz Armii Krajowej, w której służył pod pseudonimem „Błękitny”. W roku 1972 odznaczony Londyńskim Krzyżem AK za współpracę z kielecką i jędrzejowską partyzantką oraz za pomoc ukrywającym się powstańcom warszawskim. Uhonorowany ponadto – za pracę społeczną – wysokimi odznaczeniami LOP, PTTK, NOT, medalem „Pionierowi Gorzowa”- odznaką honorową miasta Gorzowa, gdzie mieszkał w latach 1945–2002. Ożeniony z Marią Zofią z Psarskich, córką posła na Sejm II RP – Władysława Psarskiego. Ojciec Zdzisława Chełkowskiego, Elżbiety Chełkowskiej i Izabeli Chełkowskiej-Wolczyńskiej (scenograf i kostiumolog). |
| 11. |         | Janina Niegolewska (1914–2005)          | Inżynier ogrodnictwa; od 25 listopada 1940 roku była żoną hr. Zygmunta Niegolewskiego, z którym miała czworo dzieci. |
| 12. |         | Halina Niegolewska (1917–1939)          | Od maja 1938 roku żona hr. Zygmunta Niegolewskiego. Zginęła podczas bombardowania Warszawy 25 września 1939 roku. Wraz z nią zginęła jej dwumiesięczna córka, Wanda, oraz siostra, Zofia Baranowska. Pochowana na cmentarzu w Brzózie k. Kozienic. |
| 13. |         | Edmund Dersław Chełkowski (1920–1939)   | Żołnierz, walczył w II wojnie światowej; zmarł w wieku 19 lat w wyniku ran odniesionych w bitwie pod Ożarowem. Pochowany na cmentarzu w Brzózie k. Kozienic. |
| 14. |         | Andrzej Chełkowski (1922–2009)          | Magister ekonomii, znawca problemów motoryzacji kraju. Autor Wspomnień (zachowanych w maszynopisie). Żonaty z Anną Żeleńską (1 października 1948 roku), doktorem historii; mieli troje dzieci. Drugą małżonką Andrzeja Chełkowskiego była Zofia Harmata (ślub 20 lutego 1993 roku). Pochowany nieopodal rodziców – Marii i Józefa Chełkowskich – na Cmentarzu Salwatorskim w Krakowie. |